# Padre fammi partire! A Tribute to Franco Battiato
Padre fammi partire! A Tribute to Franco Battiato è una raccolta del 2024 di artisti vari, contenente cover di Franco Battiato e brani ispirati al suo repertorio musicale.

## Composizione
Padre fammi partire! A Tribute to Franco Battiato raccoglie le reinterpretazioni del repertorio dell'artista siciliano, perlopiù quelle del suo repertorio sperimentale, realizzate da artisti sperimentali, italiani e internazionali, come Demdike Stare, Sun Araw, Jerusalem in My Heart, Stefano Pilia e Christina Vantzou tra i molti. Nell'album sono incluse anche delle tracce dichiaratamente ispirate al repertorio dell'artista tra cui L'Egitto dopo le cicale e Pasqua arcaica (i cui titoli si rifanno a L'Egitto prima delle sabbie e Messa arcaica).

Come testimonia Donato Epiro, co-fondatore dell'etichetta Canti Magnetici che pubblicò l'album e curatore e produttore della raccolta:
Il titolo dell'album è una citazione della traccia Da Oriente a Occidente, proveniente dall'album Sulle corde di Aries.

## Registrazione e pubblicazione
Padre fammi partire! A Tribute to Franco Battiato venne iniziato nel 2018 e terminato la primavera del 2021. Tuttavia, dopo la scomparsa di Franco Battiato avvenuta poche settimane più tardi, ovvero il 18 maggio dello stesso anno, il progetto venne temporaneamente accantonato. L'album venne ripreso nel 2024 dalla Canti Magnetici e curato dai suoi due fondatori Donato Epiro e Gaspare Sammartano. Venne edito esclusivamente in formato CD dalla medesima etichetta nello stesso anno.

## Accoglienza
| Recensione | Giudizio |
| ---------- | -------- |
| Rumore     | 80/100   |

Stando a quanto dichiara Alessandro Besselva Averame nella sua recensione dell'album pubblicata su Rumore, «per apprezzarlo fino in fondo occorre immergersi nell'ambiente che genera, come se fosse un luogo da abitare, una tinta sonora ed emotiva più che un tradizionale supporto musicale.»

## Tracce

### Disco 1
1. Crapulando – 9:41 (musica: Giovanni di Domenico)
2. Ogni tanto passava una nave – 4:39 (musica: Nicola Ratti)
3. Sabbie – 4:54 (musica: Marta de Pascalis)
4. Untitled for Süphan Barzani – 4:31 (musica: Visible Cloaks)
5. Between SA and ASN – 3:53 (musica: Ben Vida)
6. Stranizza d'amuri – 4:03 (musica: Stefano Pilia)
7. Quello che guardi se non senti – 3:24 (musica: Francesco Cavaliere)
8. Guardati – 5:24 (musica: Melanie Velarde)
9. Voglio vederti danzare – 6:42 (musica: Acchiappashpirt)
10. Summer on a Solitary Beach – 3:49 (musica: Jerusalem in My Heart)
11. Song of Steel – 5:02 (musica: Demdike Stare)
12. Pasqua arcaica – 3:50 (musica: Andrea Penso, Tubipora Musica)

Durata totale: 59:52

### Disco 2
1. L'Egitto dopo le cicale – 2:54 (musica: Andrew Pekler)
2. Ottavo viaggio – 4:55 (musica: Aki Tsuyuko)
3. Joohachi – 3:33 (musica: MA)
4. Lukewarm – 3:52 (musica: Felicia Atkinson)
5. Alexander Platz – 3:53 (musica: Maria Valentina Chirico)
6. The King of the World – 4:18 (musica: Sun Araw)
7. Overture [Gilgamesh 2020] – 3:00 (musica: Christina Vantzou)
8. Il mantello e la spiga – 3:41 (musica: Marco Paltrinieri)
9. Fetus – 5:15 (musica: Interlingua)
10. Areknames – 7:03 (musica: Jay Glass Dubs)
11. Mutazione – 4:07 (musica: Emiliano Maggi)
12. Mal d'Africa – 4:16 (musica: Donato Epiro)
13. Beta – 2:05 (musica: Sammartano)

Durata totale: 52:52